# Elena Dumitru
Elena Dumitru (n. 6 ianuarie 1961) este un fost deputat român în legislatura 1990-1992, ales în județul Dâmbovița pe listele partidului FSN. Elena Dumitru a absolvit Facultatea de Fizică din Universitatea București. În cadrul activității sale parlamentare, Elena Dumitru a fost membru în grupurile parlamentare de prietenie cu Republica Populară Chineză, Republica Italiană, Ungaria și Canada. 
În perioada 28 decembrie 2000 - 28 decembrie 2004, Elena Dumitru a fost Ministrul muncii, solidarității sociale și familiei în guvernul Adrian Năstase.